# Souk El Khemis (Bouira)
Pour les articles homonymes, voir Khemis.
Souk El Khemis est une commune de la wilaya de Bouira en Algérie.

## Géographie
| El Mokrani                  | El Mokrani     | Djebahia   |
| Maghraoua (Wilaya de Médéa) | Souk El Khemis | Aïn Bessem |
| El Azizia (Wilaya de Médéa) | El Khabouzia   | Aïn Bessem |